# Abraxas ulmata
Abraxas ulmata är en fjärilsart som beskrevs av Fabricius 1775. Abraxas ulmata ingår i släktet Abraxas och familjen mätare. Inga underarter finns listade i Catalogue of Life.